# Алда Стара
Алда Стара (Alda „die Ältere“, „Hilda“; * 910; † пр. 932), наричана също Хилда, заради франкския ѝ произход, е кралица на Италия.

## Брак с Хуго I
Алда се омъжва през 924 или пр. 926 г. за Хуго Арлски (от Виен), кралят на Италия. Тя е наричана ex Francorum genere Teutonicorum и идва от Франкия в Италия. Тя довежда на Юг със себе си каплан Герлан и се погрижва той да получи своя епископия.

## Деца
Алда и Хуго I имат две деца:
- Алда Млада (* вер. 925; † 954), омъжва се 936 г. за доведения си брат, влиятелният княз Алберих II Сполетски, син на Марозия, и става майка на Октавиан, бъдещият папа Йоан XII.
- Лотар II (* 928; † 950), крал на Италия 946 – 950 г.